# (6672) Corot
(6672) Corot ist ein Asteroid des inneren Hauptgürtels, der am 24. März 1971 von dem niederländischen Astronomenehepaar Cornelis Johannes van Houten und Ingrid van Houten-Groeneveld entdeckt wurde. Die Entdeckung geschah im Rahmen der 1. Trojaner-Durchmusterung, bei der von Tom Gehrels mit dem 120-cm-Oschin-Schmidt-Teleskop des Palomar-Observatoriums aufgenommene Feldplatten an der Universität Leiden durchmustert wurden, elf Jahre nach Beginn des Palomar-Leiden-Surveys.
Der Asteroid wurde nach dem französischen Landschaftsmaler Jean-Baptiste Camille Corot (1796–1875) benannt, der einer der Hauptvertreter der Schule von Barbizon war.